# 弄花抄
『弄花抄』（ろうかしょう）は、『源氏物語』の注釈書である。

## 概要
三条西実隆著。1504年の成立とされる。本書「弄花」の名称は三条西実隆の師にあたる肖柏の号「弄花軒」によるもので、実隆自身の命名であると考えられている。広島大学国文学研究室所蔵平瀬家旧蔵本は『源語弄花抄』と題されている。『源氏物語弄花抄』、『源氏物語抄』、『源氏物語聞書』などと題されていることもある。肖柏が一条兼良や宗祇の『源氏物語』についての講釈を聞いてまとめた著書『源氏聞書』の影響が大きい。はじめに「光源氏年次」として巻名・年立が記されている。それから「作者」、「作意」、「時代」、「諸本不同」、「題号」、「源氏姓」、「準拠」、「古来称美」などとする項目に分けた部が付されている。この方法は以後の注釈書の一つの型式として継承されていくようになる。本書に引かれている説は『花鳥余情』、『和秘抄』等にあるものが比較的多い。すなわち、一条兼良の説が多いため、文意や語義に関して力を入れた点が多い。この後彼は、『細流抄』の作成に向かい、やがて三条西家の源氏学を確立するに至る。 これ以後三条西家によって、三条西実隆と三条西公条による『細流抄』（1510年）、三条西実枝による『明星抄』（1530年）、三条西実枝による『山下水』（1570年頃成立）と次々と源氏物語の注釈書が著されていくが、本書はこの三条西家の「注釈書のスタイル」と「注釈の内容」を確立したものであるとされる。

## 本文
- 伊井春樹編「弄花抄」『源氏物語古注集成 第8巻』桜楓社、1983年（昭和58年）4月。